# Млатило
Млатилото е земеделски инструмент, използван при вършитба – процесът на отделяне на зърното от обвивката му.
Обикновено е съставен от две или повече големи пръчки, свързани с къса верига. Едната пръчка се хваща и се завърта така, че другата да удари по сноп жито, отслабвайки обвивките. Пръчката, която се държи с ръце, често достига 2 m, докато по-късата пръчка, удряща по житото, е не по-дълга от 1 m. Точните размер и форма на млатилото се определят от поколенията земеделци така, че да са подходящи за определената житна култура, която отглежда и прибира. Освен това, млатилата за жито се различават по размери от тези за ориз или спелта.
Млатилата като цяло са излезли от употреба в много държави, поради наличността на по-ефективни технологии, като например комбайна, които изискват много по-малка ръчна работа. Все пак, съществуват някои места по света (Минесота, САЩ), където култури като индийски ориз по закон могат да се събират само ръчно.

## Други употреби
Както повечето земеделски инструменти, в миналото млатилата често са били използвани като оръжия от селяните, които не са разполагали с по-добри оръжия. Предполага се, че млатилото може да е било основата на японската оръжейна система кобудо, към която принадлежи нунчакуто. Първата известна употреба на млатилото като оръжие е по време на обсадата на Дамиета през 1218 г., част от Петия кръстоносен поход. Млатилата се използват като оръжия от земеделците под водачеството на Ян Жижка по време на Хуситските войни в Бохемия.
В Древен Египет млатилото е символ, свързван с монарха и символизиращ неговото умение да изхранва народа.